# Incontri ufficiali della nazionale maschile di calcio di Gibuti
Di seguito, la cronologia degli incontri ufficiali della nazionale di calcio di Gibuti.

## Partite
| Cronologia completa delle presenze e delle reti in nazionale ― Gibuti | Cronologia completa delle presenze e delle reti in nazionale ― Gibuti | Cronologia completa delle presenze e delle reti in nazionale ― Gibuti | Cronologia completa delle presenze e delle reti in nazionale ― Gibuti | Cronologia completa delle presenze e delle reti in nazionale ― Gibuti | Cronologia completa delle presenze e delle reti in nazionale ― Gibuti | Cronologia completa delle presenze e delle reti in nazionale ― Gibuti | Cronologia completa delle presenze e delle reti in nazionale ― Gibuti |
| Data                                                                  | Città                                                                 | In casa                                                               | Risultato                                                             | Ospiti                                                                | Competizione                                                          | Reti                                                                  | Note                                                                  |
| --------------------------------------------------------------------- | --------------------------------------------------------------------- | --------------------------------------------------------------------- | --------------------------------------------------------------------- | --------------------------------------------------------------------- | --------------------------------------------------------------------- | --------------------------------------------------------------------- | --------------------------------------------------------------------- |
| 27-11-1994                                                            | Nairobi                                                               | Kenya                                                                 | 4 – 1                                                                 | Gibuti                                                                | Amichevole                                                            | Ahmed                                                                 |                                                                       |
| 30-11-1994                                                            | Nairobi                                                               | Somalia                                                               | 2 – 1                                                                 | Gibuti                                                                | Amichevole                                                            | Guley                                                                 |                                                                       |
| 2-12-1994                                                             | Nairobi                                                               | Gibuti                                                                | 0 – 3                                                                 | Tanzania                                                              | Amichevole                                                            | -                                                                     |                                                                       |
| 15-1-1995                                                             | Bujumbura                                                             | Gibuti                                                                | 0 – 0                                                                 | Burundi                                                               | Amichevole                                                            | -                                                                     |                                                                       |
| 28-1-1995                                                             | Gibuti                                                                | Gibuti                                                                | 0 – 0                                                                 | Burundi                                                               | Amichevole                                                            | -                                                                     |                                                                       |
| 30-7-1998                                                             | Gibuti                                                                | Gibuti                                                                | 0 – 0                                                                 | Burundi                                                               | Amichevole                                                            | -                                                                     |                                                                       |
| 14-8-1998                                                             | Nairobi                                                               | Kenya                                                                 | 9 – 1                                                                 | Gibuti                                                                | Amichevole                                                            | -                                                                     |                                                                       |
| 31-5-2008                                                             | Blantyre                                                              | Malawi                                                                | 8 – 1                                                                 | Gibuti                                                                | Qual. Mondiali 2010                                                   | Ahmed Daher                                                           | All:M. Abar                                                           |
| 6-6-2008                                                              | Gibuti                                                                | Gibuti                                                                | 0 – 4                                                                 | Egitto                                                                | Qual. Mondiali 2010                                                   | -                                                                     | All:M. Abar                                                           |
| 13-6-2008                                                             | Gibuti                                                                | Gibuti                                                                | 0 – 6                                                                 | RD del Congo                                                          | Qual. Mondiali 2010                                                   | -                                                                     | All:M. Abar                                                           |
| 22-6-2008                                                             | Kinshasa                                                              | RD del Congo                                                          | 5 – 1                                                                 | Gibuti                                                                | Qual. Mondiali                                                        | Moussa Hirir                                                          | All:M. Abar                                                           |
| 5-9-2008                                                              | Gibuti                                                                | Gibuti                                                                | 0 – 3                                                                 | Malawi                                                                | Qual. Mondiali 2010                                                   | -                                                                     | All:A. Abdelmonem                                                     |
| 12-9-2008                                                             | Cairo                                                                 | Egitto                                                                | 4 – 0                                                                 | Gibuti                                                                | Qual. Mondiali 2010                                                   | -                                                                     | All:A. Abdelmonem                                                     |
| 23-12-2008                                                            | Gibuti                                                                | Gibuti                                                                | 2 – 3                                                                 | Somalia                                                               | Amichevole                                                            | -                                                                     | All:A. Abdelmonem                                                     |
| 31-12-2008                                                            | Jinja                                                                 | Zambia                                                                | 3 – 0                                                                 | Gibuti                                                                | Coppa CECAFA 2008                                                     | -                                                                     | All:A. Abdelmonem                                                     |
| 2-1-2009                                                              | Jinja                                                                 | Gibuti                                                                | 0 – 4                                                                 | Burundi                                                               | Coppa CECAFA 2008                                                     | -                                                                     | All:A. Abdelmonem                                                     |
| 4-1-2009                                                              | Jinja                                                                 | Sudan                                                                 | 1 – 1                                                                 | Gibuti                                                                | Coppa CECAFA 2008                                                     | Ahmed Daher                                                           | All:A. Abdelmonem                                                     |
| 6-1-2009                                                              | Jinja                                                                 | Gibuti                                                                | 1 – 5                                                                 | Kenya                                                                 | Coppa CECAFA 2008                                                     | Ahmed Daher                                                           | All:A. Abdelmonem                                                     |
| 28-11-2009                                                            | Nairobi                                                               | Gibuti                                                                | 0 – 5                                                                 | Etiopia                                                               | Coppa CECAFA 2009                                                     | -                                                                     | All:A. Abdelmonem                                                     |
| 4-12-2009                                                             | Nairobi                                                               | Kenya                                                                 | 2 – 0                                                                 | Gibuti                                                                | Coppa CECAFA 2009                                                     | -                                                                     | All:A. Abdelmonem                                                     |
| 6-12-2009                                                             | Nairobi                                                               | Zambia                                                                | 6 – 0                                                                 | Gibuti                                                                | Coppa CECAFA 2009                                                     | -                                                                     | All:A. Abdelmonem                                                     |
| 31-10-2011                                                            | Gibuti                                                                | Gibuti                                                                | 1 – 0                                                                 | Somalia                                                               | Amichevole                                                            | -                                                                     | All:N. Gharsalli                                                      |
| 11-11-2011                                                            | Gibuti                                                                | Gibuti                                                                | 0 – 4                                                                 | Namibia                                                               | Qual. Mondiali 2014                                                   | -                                                                     | All:N. Gharsalli                                                      |
| 15-11-2011                                                            | Windhoek                                                              | Namibia                                                               | 4 – 0                                                                 | Gibuti                                                                | Qual. Mondiali 2014                                                   | -                                                                     | All:N. Gharsalli                                                      |
| 27-11-2011                                                            | Dar Es Salaam                                                         | Zimbabwe                                                              | 2 – 0                                                                 | Gibuti                                                                | Coppa CECAFA 2011                                                     | -                                                                     | All:N. Gharsalli                                                      |
| 29-11-2011                                                            | Dar Es Salaam                                                         | Tanzania                                                              | 3 – 0                                                                 | Gibuti                                                                | Coppa CECAFA 2011                                                     | -                                                                     | All:N. Gharsalli                                                      |
| 2-12-2011                                                             | Dar Es Salaam                                                         | Ruanda                                                                | 5 – 2                                                                 | Gibuti                                                                | Coppa CECAFA 2011                                                     | 2 Ahmed Hassan Daoud                                                  | All:N. Gharsalli                                                      |
| 12-6-2015                                                             | Radès                                                                 | Gibuti                                                                | 1 – 8                                                                 | Tunisia                                                               | Qual. Coppa d'Africa 2017                                             | Mohamed Liban                                                         | All:N. Gharsalli                                                      |
| 21-6-2015                                                             | Gibuti                                                                | Gibuti                                                                | 1 – 2                                                                 | Burundi                                                               | Amichevole                                                            | -                                                                     |                                                                       |
| 4-7-2015                                                              | Bujumbura                                                             | Burundi                                                               | 2 – 0                                                                 | Gibuti                                                                | Amichevole                                                            | -                                                                     |                                                                       |
| 4-9-2015                                                              | Gibuti                                                                | Ruanda                                                                | 0 – 2                                                                 | Togo                                                                  | Qual. Coppa d'Africa 2017                                             | -                                                                     | All:N. Gharsalli                                                      |
| 9-10-2015                                                             | Gibuti                                                                | Gibuti                                                                | 0 – 6                                                                 | eSwatini                                                              | Qual. Mondiali 2018                                                   | -                                                                     | All:N. Gharsalli                                                      |
| 9-10-2015                                                             | Lobamba                                                               | eSwatini                                                              | 2 – 1                                                                 | Gibuti                                                                | Qual. Mondiali 2018                                                   | Mohamed Liban                                                         | All:N. Gharsalli                                                      |
| 23-11-2015                                                            | Bahir Dar                                                             | Sudan del Sud                                                         | 2 – 0                                                                 | Gibuti                                                                | Coppa CECAFA 2015                                                     | -                                                                     | All:N. Gharsalli                                                      |
| 25-11-2015                                                            | Bahir Dar                                                             | Malawi                                                                | 3 – 0                                                                 | Gibuti                                                                | Coppa CECAFA 2015                                                     | -                                                                     | All:N. Gharsalli                                                      |
| 27-11-2015                                                            | Bahir Dar                                                             | Gibuti                                                                | 0 – 4                                                                 | Sudan                                                                 | Coppa CECAFA 2015                                                     | -                                                                     | All:N. Gharsalli                                                      |
| 24-3-2016                                                             | Gibuti                                                                | Gibuti                                                                | 0 – 1                                                                 | Liberia                                                               | Qual. Coppa d'Africa 2017                                             | -                                                                     | All:N. Gharsalli                                                      |
| 29-3-2016                                                             | Monrovia                                                              | Liberia                                                               | 5 – 0                                                                 | Gibuti                                                                | Qual. Coppa d'Africa 2017                                             | -                                                                     | All:N. Gharsalli                                                      |
| 3-6-2016                                                              | Gibuti                                                                | Gibuti                                                                | 0 – 3                                                                 | Tunisia                                                               | Qual. Coppa d'Africa 2017                                             | -                                                                     | All:N. Gharsalli                                                      |
| 4-9-2016                                                              | Lomé                                                                  | Togo                                                                  | 5 – 0                                                                 | Gibuti                                                                | Qual. Coppa d'Africa 2017                                             | -                                                                     | All:M. Gibson                                                         |
| 10-3-2017                                                             | Bujumbura                                                             | Burundi                                                               | 7 – 0                                                                 | Gibuti                                                                | Amichevole                                                            | -                                                                     | All:M. Gibson                                                         |
| 13-3-2017                                                             | Bujumbura                                                             | Burundi                                                               | 1 – 0                                                                 | Gibuti                                                                | Amichevole                                                            | -                                                                     | All:M. Gibson                                                         |
| 22-3-2017-2017                                                        | Gibuti                                                                | Gibuti                                                                | 2 – 0                                                                 | Sudan del Sud                                                         | Qual. Coppa d'Africa 2019                                             | Hamza Abdi Idleh Mohamed Salem Breik                                  | All:M. Gibson                                                         |
| 28-3-2017                                                             | Juba                                                                  | Sudan del Sud                                                         | 6 – 0                                                                 | Gibuti                                                                | Qual. Coppa d'Africa 2019                                             | -                                                                     | All:M. Gibson                                                         |
| 15-7-2017                                                             | Gibuti                                                                | Gibuti                                                                | 1 – 5                                                                 | Etiopia                                                               | Qual. Camp. d'Africa 2018                                             | -                                                                     | All:M. Gibson                                                         |
| 26-7-2019                                                             | Gibuti                                                                | Gibuti                                                                | 0 – 1                                                                 | Etiopia                                                               | Qual. Camp. d'Africa 2020                                             | -                                                                     | All:J. Mette                                                          |
| 4-8-2019                                                              | Dire Dawa                                                             | Etiopia                                                               | 4 – 3                                                                 | Gibuti                                                                | Qual. Camp. d'Africa 2020                                             | Youssouf Abdi Ahmed Fouad Robleh Mahdi Houssein Mahabeh               | All:J. Mette                                                          |
| 4-9-2019                                                              | Gibuti                                                                | Gibuti                                                                | 2 – 1                                                                 | eSwatini                                                              | Qual. Mondiali 2022                                                   | Mahdi Houssein Mahabeh Hamza Abdi Idleh                               | All:J. Mette                                                          |
| 10-9-2019                                                             | Manzini                                                               | Gibuti                                                                | 0 – 0                                                                 | eSwatini                                                              | Qual. Mondiali 2022                                                   | -                                                                     | All:J. Mette                                                          |
| 9-10-2019                                                             | Gibuti                                                                | Gibuti                                                                | 1 – 1                                                                 | Gambia                                                                | Qual. Coppa d'Africa 2021                                             | Mohammed Mbye                                                         | All:J. Mette                                                          |
| 13-10-2019                                                            | Bakau                                                                 | Gambia                                                                | 1 – 1                                                                 | Gibuti                                                                | Qual. Coppa d'Africa 2021                                             | Mahdi Houssein Mahabeh                                                | All:J. Mette                                                          |
| 7-12-2019                                                             | Kampala                                                               | Gibuti                                                                | 0 – 0                                                                 | Somalia                                                               | Coppa CECAFA 2019                                                     | -                                                                     | All:J. Mette                                                          |
| 11-12-2019                                                            | Kampala                                                               | Burundi                                                               | 1 – 2                                                                 | Gibuti                                                                | Coppa CECAFA 2019                                                     | 2 Mahdi Houssein Mahabeh                                              | All:J. Mette                                                          |
| 13-12-2019                                                            | Kampala                                                               | Gibuti                                                                | 0 – 3                                                                 | Eritrea                                                               | Coppa CECAFA 2019                                                     | -                                                                     | All:J. Mette                                                          |
| 15-12-2019                                                            | Kampala                                                               | Uganda                                                                | 4 – 1                                                                 | Gibuti                                                                | Coppa CECAFA 2019                                                     | Haroun Mohamed                                                        | All:J. Mette                                                          |
| 18-7-2021                                                             | Bahir Dar                                                             | Gibuti                                                                | 0 – 3                                                                 | Kenya                                                                 | Coppa CECAFA 2021                                                     | -                                                                     | All:M. M. Hassan                                                      |
| 24-7-2021                                                             | Bahir Dar                                                             | Gibuti                                                                | 0 – 2                                                                 | Sudan del Sud                                                         | Coppa CECAFA 2021                                                     | -                                                                     | All:M. M. Hassan                                                      |
| 23-3-2022                                                             | Borg El Arab                                                          | Gibuti                                                                | 2 – 4                                                                 | Sudan del Sud                                                         | Qual. Coppa d'Africa 2023                                             | Samuel Akinbinu Ibrahim Aden Warsama                                  | All:A. O. Hadi                                                        |
| 27-3-2022                                                             | Entebbe                                                               | Sudan del Sud                                                         | 1 – 0                                                                 | Gibuti                                                                | Qual. Coppa d'Africa 2023                                             | -                                                                     | All:A. O. Hadi                                                        |
| 14-6-2023                                                             | Saint-Pierre                                                          | Gibuti                                                                | 3 – 1                                                                 | Mauritius                                                             | Amichevole                                                            | -                                                                     | All:A. O. Hadi                                                        |
| 17-6-2023                                                             | Saint-Pierre                                                          | Pakistan                                                              | 1 – 3                                                                 | Gibuti                                                                | Amichevole                                                            | -                                                                     | All:A. O. Hadi                                                        |
| 16-11-2023                                                            | Il Cairo                                                              | Egitto                                                                | 6 – 0                                                                 | Gibuti                                                                | Qual. Mondiali 2026                                                   | -                                                                     | All:A. O. Hadi                                                        |
| 20-11-2023                                                            | Il Cairo                                                              | Gibuti                                                                | 0 – 1                                                                 | Guinea-Bissau                                                         | Qual. Mondiali 2026                                                   | -                                                                     | All:A. O. Hadi                                                        |
| 20-3-2024                                                             | Marrakech                                                             | Gibuti                                                                | 0 – 2                                                                 | Liberia                                                               | Qual. Coppa d'Africa 2025                                             | -                                                                     | All:A. O. Hadi                                                        |
| 26-3-2024                                                             | Monrovia                                                              | Liberia                                                               | 0 – 0                                                                 | Gibuti                                                                | Qual. Coppa d'Africa 2025                                             | -                                                                     | All:A. O. Hadi                                                        |
| 5-6-2024                                                              | El Jadida                                                             | Sierra Leone                                                          | 2 – 1                                                                 | Gibuti                                                                | Qual. Mondiali 2026                                                   | Dadzie Gabriel                                                        | All:A. O. Hadi                                                        |
| 9-6-2024                                                              | El Jadida                                                             | Gibuti                                                                | 1 – 1                                                                 | Etiopia                                                               | Qual. Mondiali 2026                                                   | Dadzie Gabriel                                                        | All:A. O. Hadi                                                        |
| 27-10-2024                                                            | Kigali                                                                | Gibuti                                                                | 1 – 0                                                                 | Ruanda                                                                | Qual. Camp. d'Africa 2024                                             | -                                                                     | All:A. O. Hadi                                                        |
| 31-10-2024                                                            | Kigali                                                                | Ruanda                                                                | 3 – 0                                                                 | Gibuti                                                                | Qual. Camp. d'Africa 2024                                             | -                                                                     | All:A. O. Hadi                                                        |
| 21-03-2025                                                            | El Jadida                                                             | Burkina Faso                                                          | 4 – 1                                                                 | Gibuti                                                                | Qual. Mondiali 2026                                                   | S. Akinbinu                                                           | All:A. O. Hadi                                                        |
| 24-03-2024                                                            | El Jadida                                                             | Etiopia                                                               | 6 – 1                                                                 | Gibuti                                                                | Qual. Mondiali 2026                                                   | S. Akinbinu                                                           | All:A. O. Hadi                                                        |
| Totale                                                                |                                                                       | Presenze                                                              | 69                                                                    |                                                                       | Reti                                                                  | 28                                                                    |                                                                       |